# Leadington
Leadington – miasto w Stanach Zjednoczonych, w stanie Missouri, w hrabstwie St. Francois.